# Абелла Денджер
Абелла Денджер (англ. Abella Danger; 19 листопада 1995, Маямі, Флорида) — американська порноакторка єврейського та українського походження.

## Життєпис
Народилася в Маямі (штат Флорида). У віці трьох років стала балериною.
Денджер — відкрита поліаморна бісексуалка. Перебувала в лесбійських стосунках зі співачкою Габі Герреро близько трьох років. Активно знімалася у її відеокліпах.

## Порноіндустрія
Денджер дебютувала на порносцені в червні 2014 року для порностудії Bang Bros. Після фільмування восьми сцен переїхала до Лос-Анджелеса. Сценічний псевдонім означає «красива небезпека».
У 2016 році отримала відзнаку AVN Найкраща нова зірочка, а також нагороди XBIZ Award в тій же номінації.

## Ланки
- Абелла Денджер у соцмережі «Твіттер»
- Абелла Денджер на сайті IMDb (англ.)
- Абелла Денджер на сайті Internet Adult Film Database (англ.)
- Абелла Денджер на сайті Adult Film Database (англ.)